# Claude Choublier
Claude Choublier est un journaliste et un scénariste français, né à Paris le 14 mars 1930 et mort le 22 août 1984 dans la même ville.

## Biographie
Claude Choublier a suivi des études de sciences politiques et de philosophie. Il fut journaliste à France-Observateur, à L'Express, à Réalités et à la revue La Nef, chargé notamment de la culture.
Proche de Jean Herman de Jean Chérasse et de Roger Vadim, il devient scénariste au début des années 1960.

## Filmographie

### Réalisateur
- 1958 : Voyage en Boscavie, court métrage en dessins, réalisé avec Bosc et Jean Herman ; [vidéo] Disponible sur Dailymotion
- 1961 : Ça c'est la vie, court métrage

### Scénariste
- 1962 : Le Repos du guerrier
- 1962 : Un clair de lune à Maubeuge
- 1963 : Le Vice et la Vertu
- 1963 : L'Abominable Homme des douanes
- 1963 : Château en Suède
- 1966 : Vive la vie (série télé)
- 1966 : La Curée
- 1966 : Mésentente cordiale (série télé)
- 1967 : Salle n°8 (série télé)
- 1985 : Le Vent du large (série télé)